# Quercus john-tuckeri
Quercus john-tuckeri — вид рослин з родини букових (Fagaceae); ендемік Каліфорнії, США.

## Опис
Це посухостійкий вічнозелений чи майже вічнозелений чагарник або дерево, заввишки 1–3(5) м. Кора світло-сіра або коричнева, луската. Гілочки жовтуваті або тьмяно-сірі, щільно запушені. Листки еліптичні або зворотно-яйцюваті, (10)15–30(40) × (8)10–15(20) мм, товсті і шкірясті; основа усічена або округло-послаблена, рідше ± серцеподібна; краї нерегулярно зубчасті, зрідка неглибоко лопатеві; вершина гостра або округла; тьмяно-сіруваті, зі зірчастими волосками зверху; поверхні знизу воскові сіруваті, світло-зелені або жовтуваті, від рідкісно до помірно волосаті; ніжка листка 1–4 мм завдовжки. Жолуді поодинокі або парні, майже сидячі; горіх веретеноподібний, яйцюватий або конічний, 20–30 мм, верхівка гостра; чашечка глибиною 5–7 мм і 10–15 мм завширшки.

## Середовище проживання
Ендемік Каліфорнії, США.
Зустрічається на сухих схилах, лісових масивах чапаралів, сосен та ялівців, узліссях дубових рідколісь і полину. Росте на висотах 900–2000 м.

## Загрози й охорона
Вразливий до деградації середовища існування внаслідок розвитку міст. Вразливий до низки жуків-шкідників. Випас худоби, хоча і зменшився з піку в 1950-х роках, все ще трапляється в деяких районах. Вид зустрічається в багатьох заповідних зонах.